# Metacaspaser
Metacaspaser är en grupp proteaser som är lika paracaspaser och caspaser. Denna grupp av proteiner kan hittas i växter, svampar och "protister". Den slemsvamp som används som modellorganism har dock inga metacaspaser utan bara ett paracaspas.
Metacaspaser har inte samma cystein-beroende aspargin-specifika aktivitet som definierar caspaserna. Däremot aktiveras caspas-lik proteolytisk aktivitet av metacaspaser i både växter och svampar (jäst). I likhet med caspaser så har metacaspaser en roll i programmerad celldöd i växter och svampar (denna celldöd är mekanistiskt skild från apoptos och kallas autofagisk celldöd).